# Bertie Mee
Bertram Mee, detto Bertie (Bulwell, 25 dicembre 1918 – Londra, 22 ottobre 2001), è stato un calciatore e allenatore di calcio inglese, noto per aver allenato l'Arsenal che vinse il double nel 1971. È il fratello minore del calciatore Georgie Mee.

## Biografia
Nato a Bulwell, nel Nottinghamshire, da ragazzo giocò nel Derby County e nel Mansfield Town, ma la sua carriera si interruppe bruscamente a causa di un infortunio. Aggregato alla Royal Army Medical Corps fece pratica come fisioterapista e trascorse sei anni nelle file dell'esercito, fino a raggiungere il grado di sergente. Dopo aver lasciato il mondo militare lavorò come fisioterapista presso svariati club, prima di essere assunto dall'Arsenal nel 1960, come successore di Billy Milne.

### Arsenal
Dopo l'esonero di Billy Wright nel 1966, il club chiese a Mee di divenirne l'allenatore. Si trattò di una mossa estremamente sorprendente, probabilmente per lo stesso Mee, il quale chiese una clausola che gli avrebbe consentito di tornare all'attività di fisioterapista in caso di insuccesso dopo dodici mesi. Ingaggiò poi Dave Sexton e Don Howe come assistenti per ovviare alle manchevolezze tattiche cui poteva andare incontro.
L'Arsenal non vinceva un trofeo dal 1953, ma sotto Mee, con un nucleo di giocatori provenienti dal settore giovanile quali Charlie George, John Radford, Pat Rice e Ray Kennedy, cominciò a promettere bene. Raggiunse due finali di League Cup di fila nel 1968 e nel 1969, ma le perse entrambe contro Leeds United e Swindon Town. Nella stagione seguente, però, vinse il suo primo trofeo europeo, il primo trofeo in assoluto dopo 17 anni, battendo l'Anderlecht nella finale della Coppa delle Fiere per 4-3 nel risultato complessivo. In svantaggio per 3-0 nella partita in trasferta, l'Arsenal batté poi i belgi con lo stesso punteggio ad Highbury.
La Coppa delle Fiere fu solo il prologo alla conquista principale, il double FA Cup-campionato nel 1971. Il titolo fu vinto a White Hart Lane, casa degli acerrimi rivali del Tottenham, all'ultima giornata. Cinque giorni più tardi l'Arsenal sconfisse il Liverpool per 2-1 a Wembley dopo i tempi supplementari, grazie a un gol segnato da Charlie George. Fu solo il secondo double del XX secolo.
Malgrado ingenti spese nel calciomercato, l'Arsenal di Mee non riuscì a costruire altri successi su quello conseguito. Perse la finale di FA Cup del 1972 contro il Leeds, fino ad eclissarsi gradualmente in posizioni di metà classifica. La partenza di giocatori chiave come Charlie George e Frank McLintock ebbe un effetto negativo. Mee annunciò il suo ritiro nel 1976, quando era diventato l'allenatore più vincente dell'Arsenal: 241 vittorie, record che rimase tale fino al 2006, quando fu battuto da Arsène Wenger.

### Post-Arsenal
Nel 1978 fu ingaggiato dal Watford come assistente di Graham Taylor, con l'incarico di cercare nuovi talenti (gli fu attribuita la scoperta di John Barnes). Sarebbe poi diventato direttore degli Hornets, prima del ritiro nel 1991.
Gli fu conferito l'OBE nel 1984 per i servizi resi al calcio. Morì a Londra all'età di 82 anni, nel  2001.

## Statistiche

### Statistiche da allenatore
| Stagione        | Squadra         | Campionato      | Campionato | Campionato | Campionato | Campionato | Coppe nazionali | Coppe nazionali | Coppe nazionali | Coppe nazionali | Coppe nazionali | Coppe continentali | Coppe continentali | Coppe continentali | Coppe continentali | Coppe continentali | Altre coppe | Altre coppe | Altre coppe | Altre coppe | Altre coppe | Totale | Totale | Totale | Totale | % Vittorie | Piazzamento |
| Stagione        | Squadra         | Comp            | G          | V          | N          | P          | Comp            | G               | V               | N               | P               | Comp               | G                  | V                  | N                  | P                  | Comp        | G           | V           | N           | P           | G      | V      | N      | P      | %          | Piazzamento |
| --------------- | --------------- | --------------- | ---------- | ---------- | ---------- | ---------- | --------------- | --------------- | --------------- | --------------- | --------------- | ------------------ | ------------------ | ------------------ | ------------------ | ------------------ | ----------- | ----------- | ----------- | ----------- | ----------- | ------ | ------ | ------ | ------ | ---------- | ----------- |
| 1966-1967       | Arsenal         | FD              | 42         | 16         | 14         | 12         | FACup+CdL       | 4+4             | 2+1             | 1+2             | 1+1             | -                  | -                  | -                  | -                  | -                  | -           | -           | -           | -           | -           | 50     | 19     | 17     | 14     | 38,00      | 7º          |
| 1967-1968       | Arsenal         | FD              | 42         | 17         | 10         | 15         | FACup+CdL       | 5+8             | 2+6             | 2+1             | 1+1             | -                  | -                  | -                  | -                  | -                  | -           | -           | -           | -           | -           | 55     | 25     | 13     | 17     | 45,45      | 9º          |
| 1968-1969       | Arsenal         | FD              | 42         | 22         | 12         | 8          | FACup+CdL       | 4+7             | 2+5             | 1+1             | 1+1             | -                  | -                  | -                  | -                  | -                  | -           | -           | -           | -           | -           | 53     | 29     | 14     | 10     | 54,72      | 4º          |
| 1969-1970       | Arsenal         | FD              | 42         | 12         | 18         | 12         | FACup+CdL       | 2+4             | 0+1             | 1+2             | 1+1             | CdF                | 12                 | 7                  | 2                  | 3                  | -           | -           | -           | -           | -           | 60     | 20     | 23     | 17     | 33,33      | 12º         |
| 1970-1971       | Arsenal         | FD              | 42         | 29         | 7          | 6          | FACup+CdL       | 9+5             | 6+2             | 3+2             | 0+1             | CdF                | 8                  | 4                  | 2                  | 2                  | -           | -           | -           | -           | -           | 64     | 41     | 14     | 9      | 64,06      | 1º          |
| 1971-1972       | Arsenal         | FD              | 42         | 22         | 8          | 12         | FACup+CdL       | 9+4             | 5+2             | 3+1             | 1+1             | CC                 | 6                  | 4                  | 0                  | 2                  | -           | -           | -           | -           | -           | 61     | 33     | 12     | 16     | 54,10      | 5º          |
| 1972-1973       | Arsenal         | FD              | 42         | 23         | 11         | 8          | FACup+CdL       | 8+4             | 4+3             | 2+0             | 2+1             | -                  | -                  | -                  | -                  | -                  | -           | -           | -           | -           | -           | 54     | 30     | 13     | 11     | 55,56      | 2º          |
| 1973-1974       | Arsenal         | FD              | 42         | 14         | 14         | 14         | FACup+CdL       | 3+1             | 1+0             | 1+0             | 1+1             | -                  | -                  | -                  | -                  | -                  | -           | -           | -           | -           | -           | 46     | 15     | 15     | 16     | 32,61      | 10º         |
| 1974-1975       | Arsenal         | FD              | 42         | 13         | 11         | 18         | FACup+CdL       | 8+2             | 3+0             | 4+1             | 1+1             | -                  | -                  | -                  | -                  | -                  | -           | -           | -           | -           | -           | 52     | 16     | 16     | 20     | 30,77      | 16º         |
| 1975-1976       | Arsenal         | FD              | 42         | 13         | 10         | 19         | FACup+CdL       | 1+2             | 0+0             | 0+1             | 1+1             | -                  | -                  | -                  | -                  | -                  | -           | -           | -           | -           | -           | 45     | 13     | 11     | 21     | 28,89      | 17º         |
| Totale carriera | Totale carriera | Totale carriera | 420        | 166        | 115        | 139        |                 | 94              | 45              | 29              | 20              |                    | 26                 | 15                 | 4                  | 7                  |             | -           | -           | -           | -           | 540    | 226    | 148    | 166    | 41,85      |             |

## Palmarès

### Allenatore

#### Competizioni nazionali
- Campionato inglese: 1

Arsenal: 1970-1971
- Coppa d'Inghilterra: 1

Arsenal: 1970-1971

#### Competizioni internazionali
- Coppa delle Fiere: 1

Arsenal: 1969-1970